# Курченко Сергій Віталійович
Сергі́й Віта́лійович Ку́рченко (нар. 21 вересня 1985, Харків, УРСР) — український проросійський олігарх, власник групи компаній СЄПЕК (рос. ВЕТЕК), власник та президент ФК «Металіст» (Харків). Одне з джерел доходів — так звані «ресурсні піраміди».
Під час Революції гідності втік із України, переховується у Росії.

## Ранні роки
Народився у Харкові на ж/м Салтівка.

### Освіта
- 2002 — середня школа № 122 (Харків).
- 2006 — Харківський політехнічний інститут за фахом обліку та аудиту.
- 2008 — НТУ «ХПІ» за фахом інтелектуальної власності.
- 2008—2011— Юридична академія ім. Ярослава Мудрого за фахом правника.

У 16 років почав працювати в компанії «Експогаз» кур'єром. За два роки він став заступником комерційного директора компанії з дрібногуртової торгівлі.

### Кар'єра
2005 — створив власний бізнес у сфері первинного будівельного ринку та земельного ринку у Харківській області. За 3 роки бізнес Курченко орієнтується на крупногуртову торгівлю зрідженим газом. У 2008 році переїхав до Києва.

## Бізнес

### Експогаз (2001—2005)
У 16 років почав працювати в компанії «Експогаз» кур'єром. За 5 років з 2001 по 2005 працював на посадах різного рівня, останньою з яких була Заступник комерційного директора з дрібногуртової торгівлі. Відзначається, що він фактично з нуля організував профільний підрозділ дрібнооптової торгівлі зрідженим газом, а реалізовані ним проекти дозволили значно збільшити доходи компанії.

### Підприємницька діяльність (2005—2012)

#### Нерухомість
У 2005 році Курченко створив власний бізнес у сфері первинного будівельного ринку та земельного ринку у Харківській області та досяг значного успіху у цьому бізнесі. Так, в одному з інтерв'ю він заявляв, що
|  | Це були роки, коли нерухомість за рік росла [в ціні] на 200-300%. Банки кредитували всіх. Тоді звичайний позичальник, як я, міг брати кредити навіть під 7-8%. |

За роки роботи у сфері нерухомості Курченко провів ряд успішних інвестиційних проектів на первинному будівельному ринку та на земельному ринку в Харківській області. У біографії Курченка, опублікованій на сайті ФК Металіст, стверджується, що 
|  | хороша кон'юнктура дозволила підприємцю за 3 роки накопичити капітал, достатній для виходу на ринок велико-оптової торгівлі зрідженим газом. |

#### Газ Україна 2009
У 2009 році Сергій Курченко створив групу компаній «Газ Україна 2009». До складу групи входить 55 компаній різного роду діяльності. Всі компанії зареєстровані у Харківській області та АР Крим. Основним родом діяльності групи є торгівля нафтопродуктами, реалізація скрапленого газу та державні закупівлі. Група компаній «Газ Україна 2009» монополізувала ринок скрапленого газу в Україні, а також займалася контрабандним ввезенням бензину в Україну. При цьому використовувалися схеми «обірваного транзиту» та «фіктивного експорту».
Ряд українських експертів вважають, що діяльність групи компаній «Газ Україна 2009» шкодить національним інтересам, оскільки можливістю реекспорту газу на територію України могла скористатися національна компанія «Нафтогаз» чим значно зменшила б свою збитковість.

#### ФК «Металіст»
У грудні 2012 року група компаній «Газ Україна» досягла домовленостей щодо придбання ФК «Металіст» у бізнесмена Олександра Ярославського. Після купівлі «Металіста» Курченко заявив, що метою клубу є участь у Лізі чемпіонів УЄФА, протягом 3-х років виграш чемпіонату України, а за 5 років «Металіст» має виграти європейський трофей. Також він заявив, що готовий викупити стадіон «Металіст» з комунальної власності Харкова.
7 лютого 2013 року зборами акціонерів ПАТ «ФК Металіст» його було обрано президентом клубу.
Власник контрольного пакету акцій грецького футбольного клубу ПАОК Іван Саввіді не вважає Сергія Курченко власником футбольного клубу «Металіст». На запитання журналіста газети «Взгляд» про партію в шахи з власником клубу, Саввіді відповів, що грає тільки з реальними власниками. Хто реальний власник «Металіста»? Я вас прошу, я знаю трохи більше, ніж здається

### СЄПЕК(2013— дотепер)
22 лютого 2013 року прес-служба групи компаній «Газ Україна 2009» розповсюдила інформацію, що Курченко вирішив істотно змінити структуру бізнесу і перейти на новий етап розвитку. Була створена нова група компаній СЄПЕК (Східно-Європейська паливно-енергетична компанія; рос. ВЕТЭК, Восточно-Европейская топливно-энергетическая компания). До складу нової групи, окрім інших, входять дві основні компанії — ТОВ «ВЄТЕК.» та ТОВ «ВЄТЕК». У новій структурі Сергій Курченко не буде займатися операційним менеджментом, а зосередиться на контролі стратегії розвитку групи.

#### Одеський НПЗ
26 лютого 2013 року стало відомо, що завдяки сприянню Курченка його група компаній «ВЄТЕК» купує у компанії «Лукойл» 99,6 % акцій Одеського нафтопереробного заводу. При здійсненні операції з продажу заводу виникла низка проблем.

#### Німецька мережа АЗК Sparschwein
У березні 2013 році група компаній «ВЄТЕК» Сергія Курченка придбала мережу заправок Sparschwein у Німеччині, яка торгує паливом на 170 АЗС.

#### UMH Group
21 червня 2013 року було оголошено, що група компаній «ВЄТЕК» Сергія Курченка придбала 98 % акцій одного з найбільших медіа-холдингів України — UMH group в Бориса Ложкіна. До складу медіа-холдингу входять журнали «Кореспондент», «Forbes Україна», газети «Комсомольская правда в Украине» та «Аргументы и факты — Украина». Головний редактор «Forbes Україна» (входить в UMH group) Володимир Федорін вважає, що продаж «Forbes Україна» є кінцем проекту у його нинішньому вигляді, та переконаний, що покупець переслідує одну з трьох цілей, а саме заткнути журналістам рот перед президентськими виборами, відбілити власну репутацію та використати видання для вирішення питань, які не мають нічого спільного з медіа-бізнесом.
Журналістська спільнота і колектив газет і журналів були стурбовані зміною власника медіа-холдингу, очікуючи втручання в редакційну політику і введенням цензури на теми, які «не вигідні» певній фінансово-промисловій групі. Підозри щодо цензури швидко справдились і до кінця 2013 року прокотилась хвиля масових звільнень як журналістів так і головних редакторів «за власним бажанням».
Комітет Незалежної медіа-профспілки України, також зазначив, що купівля Курченком «Українського медіа-холдингу» у 2013 році призвела до запровадження політичної цензури та масових звільнень журналістів та редакторів з сайтів та видань цього холдингу («Forbes Україна», «Кореспондент», Forbes.ua, Korrespondent.net) і закликали до бойкоту International Media School — ініціативи Сергія Курченка, в рамках якої за 1500 грн та лише за 12 днів занять і стажування мали б готуватись «професійні журналісти»
6-го серпня 2015 року компанія Forbes Media заявила, що UMH Group більше не має права використовувати бренд Forbes, а також контент цього видання. Причиною того стало те, що 30 липня американський уряд вніс Сергія Курченка, власника UMH Group, до переліку осіб, проти яких застосовуються санкції.

#### Банківська сфера
У липні 2013 року група компаній СЄПЕК увійшла до харківського банку «Реал Банк» та почала процес входження в акціонерний капітал підконтрольного братам Олександру і Сергію Бурякам Брокбізнесбанку, власники Брокбізнесбанку підписали угоду про продаж 80 % кредитно-фінансової установи.
3 березня Фондом гарантування вкладів фізичних осіб, на підставі постанови НБУ від 28 лютого «Про віднесення Брокбізнесбанку до категорії неплатоспроможних» виконавчою дирекцією прийнято рішення про введення тимчасової адміністрації.

## Зв'язки та співпраця
Сергія Курченка пов'язують з керівником «Донецькоблгаза» Миколою Массом, його дочкою, першим заступником директора держкомпанії «Газ України» Оксаною Мас і екс-главою «Нафтогазу» Володимиром Шелудченко та з першим віце-прем'єром Сергієм Арбузовим. Арбузов неодноразово заперечував це, однак в нотатках екс-охоронця Януковича знайдено запис: «Курченко просит встречи в любое время. Вопрос согласован с Арбузовым»
У депутатському запиті народний депутат Юрій Сиротюк називає куратором групи «Газ Україна» Артема Пшонку — сина Генерального прокурора і народного депутата від Партії регіонів. І хоча Артем Пшонка спростовував будь-які зв'язки з групою компаній «Газ Україна» та Сергієм Курченком. ці зв'язки опосередковано підтвердив в березні 2014 журналіст Мустафа Найєм на основі знайдених документів — колишній генеральний прокурор Віктор Пшонка також був причетний до схеми з торгівлі скрапленим газом..
Журналісти та деякі експерти називають Курченка «п'ятим елементом» так званої «Сім'ї» (провладної фінансово-промислової групи)., але сам Курченко зв'язок заперечує.

## Санкції

Країни, в яких Курченко під санкціями

5 березня Рада ЄС ухвалила блокування коштів Януковича, його синів Олександра і Віктора, екс-прем'єра Миколи Азарова і його сина Олексія, братів Андрія і Сергія Клюєвих, екс-генпрокурора Віктора Пшонки та його сина Артема, бізнесмена Сергія Курченка — загалом 17 осіб з числа колишніх урядовців та наближених до екс-президента Януковича, які підозрюються в незаконному використанні бюджетних коштів.
Про блокування активів цих осіб включно з Курченком повідомила також Канада.
В травні 2014 року Курченка оголошено у міжнародний розшук через підозри у відмиванні коштів, формування первинного капіталу угруповання шляхом привласнення грошових коштів, майна клієнтів, а також фінансування сепаратизму на півдні та сході України.
19 березня 2021 року РНБО України запровадила проти нього санкції.
21 квітня 2022 року ЄС запровадив проти Курченка персональні санкції за роль у підриві територіальної цілісності України.
У червні 2024 року Канада ввела економічні санкції проти соратників Януковича, зокрема, проти Курченка.

## Кримінальні справи щодо підконтрольних компаній
Одразу ж після втечі Януковича в лютому 2014 з країни, з офісу компаній ВЕТЕК у Києві протягом двох днів вивозили і знищували всі документи, однак навіть після того активістам вдалося знайти рештки та деякі неушкоджені документи з ознаками корупції та інших злочинів Зокрема журналіст «Громадського» Анна Бабінець стверджує, що згідно відновленої документації за 2013 рік десятки офшорних компаній з Кіпру, Багамських островів, Панами, Гонконгу, Белізу проганяли мільярди гривень з корпорації Курченка. Більшість цих компаній мали банківські рахунки у латвійському ABLV Bank, центральний офіс якого знаходиться в Ризі і декларували майже нульовий рівень прибутку при товарообігу в мільярди гривень.
На початку березня 2014 слідчі в рамках 11 кримінальних проваджень, розпочатих за результатами перевірки компаній, підконтрольних Сергію Курченко, наклали арешти приблизно на 60 тисяч тонн паливно-мастильних матеріалів.
Міністерством внутрішніх справ у результаті проведення слідчо-оперативних заходів викрито, за оцінкою міністерства, злочинну схему ввезення на територію України та реалізації нафтопродуктів групою компаній СЄПЕК на суму у 25 мільярдів гривень, яка належить Сергію Курченку. Продукція реалізовувалась в Україні без митного оформлення та сплати податків і зборів, від чого бюджет втратив близько 7 млрд грн.
20 березня, 2014 Генпрокуратура України висунула підозру бізнесмену Сергій Курченку у розкраданні майна державного підприємства ПАТ «Укргазвидобування» в особливо великих розмірах за ч. 5 ст. 191 Кримінального кодексу України. Курченка оголошено у всеукраїнський розшук.
1 квітня 2014 року прокуратура міста Ґера, що на сході Німеччини, на підставі заяви про підозру у скоєнні злочину почала розслідування діяльності компаній Sparschwein Gas GmbH та Sparschwein Gas Handels GmbH& Co.KG., підконтрольних Курченку. за підозрою у відмиванні грошей та ухиляння від сплати податків. Оскільки офшорні схеми Курченка та його партнерів надзвичайно заплутані, правоохоронні органи Німеччини планували об'єднати зусилля з правоохоронними органами Австрії та Швейцарії.
14 квітня 2014 Співробітники слідчого управління фінрозслідувань Міндоходів розкрили низку тіньових схем і наклали арешт на майно і кошти, пов'язані зі скандально відомим бізнесменом Сергієм Курченком, загальним обсягом близько 1 млрд гривень. На банківських рахунках заморозили і арештували кошти у розмірі близько 700 млн. Крім того, речовим доказом визнано і також арештовано нафтогазовий комплекс у Херсоні загальною вартістю близько 200 млн грн. Збитки, заподіяні Україні за нелегальними схемами Курченка, становлять, за оцінками слідчих, близько 2 млрд грн.
На початку вересня 2014 міністерством внутрішніх справ Австрії за підозрою у відмиванні коштів на підставі рішення Ради ЄС про санкції проти клану Януковича було заморожено активи компанії LPG Trading GmbH, яка займалася торгівлею зрідженим газом, які належать спільно Сергієві Курченку та Олексієві Азарову — сину екс-прем'єра Миколи Азарова. Слідство відносно цієї компанії велося ще з березня 2014.
14 листопада 2014 року стало відомо, що Господарський суд Києва 28 жовтня постановив продати на прилюдних торгах в рамках погашення боргу «Реал Банку» перед НБУ за кредитом будівлю по вул. Лабораторній, 6 у Києві та передано в заставу НБУ Херсонський нафтоперевалочний комплекс.

## Кримінальні справи щодо Курченка
На початку жовтня 2014 СБУ з ГПУ повідомили, що згідно з матеріалами низки кримінальних справ, Сергій Курченко — «головний фінансист „сім'ї“ Віктора Януковича» — створив та безпосередньо здійснював керівництво злочинною організацією, діяльність якої завдала збитків державі у нафтогазовій та банківський сферах на загальну суму ~5 млрд грн. У рамках роботи за справою допитано близько 550 осіб, проведено понад 100 обшуків, накладено арешт на особисті рахунки, рухоме та нерухоме майно на загальну суму понад 1,2 млрд гри, проведено арешти 4 осіб, підозрюваних у скоєнні злочинів. Курченку оголошено підозру у вчиненні злочинів. Він переховується в Росії, де отримав громадянство РФ.
10 вересня 2015 року Печерський суд Києва наклав арешт на елітну яхту Курченка Princess 72Y вартістю 2 млн євро.
У грудні 2021 року Київський суд Одеси надав дозвіл на заочне досудове розслідування щодо Курченка, який на той момент переховувався від слідства.

## Громадянство Сербії
Після Євромайдану та революції гідності, Курченко пришвидшено отримав громадянство Сербії. За даими сербської газети «Бліц», Міністерство енергетики Сербії запропонувало уряду задовольнити прохання Курченка у наданні громадянства як «іноземцю, що тимчасово працює в Сербії».
Однак 21 листопада 2014 уряд Александара Вучича повідомив про відкликання громадянства Курченка задля уникнення погіршення дипломатичних стосунків з ЄС.

## Сайти
- Офіційний сайт СЄПЕК